# Danske nummerplader 1903-68
Danske nummerplader anvendte i perioden 1903-1968 to forskellige registreringssystemer som begge byggede på lokale motorregistre. Det var ud fra nummerpladen muligt at identificere i hvilket område køretøjet var registreret.

## Registreringssystem 1903-1958
Danske nummerplader havde i perioden 1. februar 1903 – 31. marts 1958 ét bogstav til venstre på nummerpladen og et løbenummer med op til 6 cifre til højre på nummerpladen. Bogstavet angav hvilket amt køretøjet var indregistreret i. Inden for hvert amt angav nummerserier hvilken del af amtet køretøjet var hjemmehørende. I en del tilfælde var der afvigelser imellem amtsgrænsen og grænsen imellem de områder som amtsbogstaverne dækkede. Systemet blev indtil adskillelsen af domstole og politi ved retsreformen i 1919 administreret af jurisdiktionerne, som var en fællesbetegnelse for købstadsjurisdiktioner, herredsretter og birkeretter. Fra 1919 overtog Politiet administrationen af registreringen.
Bogstaverne A, B, C, E, H, I/J, K, L, M, O, P, S, T, U, V, X, Y, Z og Ø blev brugt fra starten i 1903. Bogstaverne D, N og Æ blev indført i forbindelse med Genforeningen i 1920. I 1950 kom bogstavet R til for Skanderborg Amt der var blevet oprettet i 1942. En liste over bogstavernes amtslige tilhørsforhold findes nedenfor.
Runde nummerplader for anhængere, sidevogne og godkendte skov- og landbrugstraktorer havde et særligt system som bestod af politikredsnummeret øverst og et løbenummer nederst.

## Udseende 1903-1919
Fra 1. februar 1903 skulle biler der kørte i Københavns Kommune forsynes med 3 tommer (7,8 cm) høje tegn. Fra 8. august samme år skulle biler overalt i landet have 6 tommer (15,7 cm) høje bogstaver. I forbindelse med indførelse af metersystemet ændredes størrelsen til 15 cm.
Indtil 1908 var der frit farvevalg. Herefter skulle numrene være sorte på hvid baggrund. Der var for bilers vedkommende frit valg imellem at udstyre bilen med en nummerplade, som ejeren selv skulle fremskaffe, fx hos en skiltemaler, eller male nummeret direkte på bilen. Motorcykler skulle have nummerplader. Registreringspligt for motorcykler blev indført i 1906. Motorcykelnummerpladen skulle til 1910 sidde bagpå, derefter foran.

## Udseende 1919-1921
Fra 24. marts 1919 blev nummerplade obligatorisk idet nummeret ikke længere måtte males direkte på bilen. Nummerpladerne havde rødt bogstav og blå cifre. Bogstavet (7 cm højt) var mindre end tallene (12,5 cm høje), og bogstavets øverste kant flugtede med tallenes øverste kant. Nummerpladen skulle man fortsat selv fremstille eller lade fremstille. Motorcykler skulle have numre både foran (på langs over forhjulet) og bagpå. Nummerpladerne blev stemplet af Politiet.

## Udseende 1921-1930
Fra 1. juli 1921 blev nummerpladerne sorte med hvid skrift og leveredes af Politiet med en standardiseret skrift. Bogstavet var på bilers bagnummerplader 8,5 cm højt, mens cifrene fortsat var 12,5 cm høje. Fornummerpladerne var mindre. Under bogstavet blev løbenummeret gentaget med små tal. Nummerpladen skulle fortsat stemples. Udførelsen var en malet metalplade. Selv om skrifttypen var standardiseret, var der i praksis nogen lokal variation. Der blev indført runde hvide nummerplader med bred sort kant for anhængere og sidevogne. Anhængere skulle derudover forsynes med det trækkende køretøjs nummer bagpå. På rektangulære nummerplader med mere end 4 cifre blev der indført en bindestreg mellem tusinderne og resten af nummeret, fx A 12-345. De gamle hvide nummerplader blev ugyldige 1. oktober 1922.

## Udseende 1930-1950
Den 1. oktober 1930 overgik man til centralt leverede emaljerede nummerplader, og nummerpladerne fik politiets symbol – en hånd med øje i – under bogstavet. Politihånden afløste stemplingen af nummerpladerne. De runde anhænger- og sidevognsnummerplader fik politihånden nederst i den sorte rand. Nummerpladerne fra denne tid findes i to udførelser. Den ene har vulstkant og den anden har bagudbukket kant. Tusindadskilleren blev forkortet, så den udgjorde et punkt som var hævet over linjen, fx A 12·345.

## Udseende 1950-1958
Hånden forsvandt fra nummerpladen igen, og bogstavet fik samme størrelse som tallene. Gule nummerplader blev indført for vare- og lastvogne, lastanhængere og lastsidevogne. Godkendte land- og skovbrugstraktorer fik særlige runde grønne nummerplader med bred hvid kant. I en kortere periode fandtes særlige nummerplader for knallerter der højst kunne køre 30 km i timen. I løbet af perioden blev de såkaldte papegøjeplader indført for køretøjer med halv registreringsafgift. I juli 1955 forbydes motorcyklernes fornummerplader.

## Registreringssystem 1958-1968
I perioden 1. april 1958 – 31. december 1968 anvendtes et nyt system hvor nummerpladerne havde to bogstaver og op til 5 cifre. De to bogstaver angav hvilket registreringsområde køretøjet var registreret under. Et registreringsområde kunne bestå af en politikreds, en del af en politikreds eller flere politikredse. I det nye system anvendtes ikke længere bogstaverne Æ og Ø. Der blev indført standardiserede nummerserier på baggrund af køretøjets anvendelse, afgiftsforhold og drivmiddel, dog med nogle lokale frihedsgrader. Systemet blev som hidtil administreret af Politiet. De runde nummerplader, som hidtil havde haft et særligt nummersystem, blev integreret i det almindelige system. Fra 1. april 1966 blev systemet trinvis udfaset til fordel for et nyt centralt registreringssystem under Centralregisteret for Motorkøretøjer. Den 1. januar 1969 var alle lokale motorregistre centraliseret. En liste over sammenhæng mellem bogstavkombinationer og registreringsområder findes nedenfor.

## Udseende 1958-1968
Nummerpladernes udseende var uændret, bortset fra at der nu var to bogstaver, og skriftsnittet var lidt tyndere. Tusindadskillerpunktet blev flyttet ned på linjen, fx AA 23.456. Anhængernummerplader blev rektangulære fra den 1. april 1966. Ordningen med påmalet nummer på anhængere forsvandt for anhængere med rektangulære nummerplader. Efter det nye centrale systems indførelse forblev nummerpladernes design uændret indtil der 1. april 1976 blev indført reflekterende nummerplader.

## Lister over kendingsbogstaver
| Bogst. | Område                                 | Periode   |
| ------ | -------------------------------------- | --------- |
| A      | Københavns Amt                         | 1903-1958 |
| B      | Frederiksborg Amt                      | 1903-1958 |
| C      | Holbæk Amt                             | 1903-1958 |
| D      | Haderslev Amt                          | 1920-1958 |
| E      | Sorø Amt                               | 1903-1958 |
| H      | Præstø Amt                             | 1903-1958 |
| I/J    | Bornholms Amt                          | 1903-1958 |
| K      | Københavns Kommune                     | 1903-1958 |
| L      | Maribo Amt                             | 1903-1958 |
| M      | Odense Amt                             | 1903-1958 |
| N      | Aabenraa Amtsrådskreds                 | 1920-1958 |
| O      | Svendborg Amt                          | 1903-1958 |
| P      | Hjørring Amt                           | 1903-1958 |
| R      | Skanderborg Amt                        | 1950-1958 |
| S      | Thisted Amt                            | 1903-1958 |
| T      | Viborg Amt                             | 1903-1958 |
| U      | Aalborg Amt                            | 1903-1958 |
| V      | Randers Amt                            | 1903-1958 |
| X      | Århus Amt                              | 1903-1958 |
| Y      | Vejle Amt                              | 1903-1958 |
| Z      | Ribe Amt                               | 1903-1958 |
| Æ      | Sønderborg Amtsrådskreds og Tønder Amt | 1920-1958 |
| Ø      | Ringkøbing Amt                         | 1903-1958 |

| Bogst.                           | Registreringsområde                                    | Periode   |
| -------------------------------- | ------------------------------------------------------ | --------- |
| AA                               | Frederiksberg (fra 1960 under København)               | 1958-1959 |
| AH                               | Københavns Amts Nordre Birk (fra 1960 under København) | 1958-1959 |
| AR                               | Københavns Amts Søndre Birk (fra 1960 under København) | 1958-1959 |
| AT AV                            | Roskilde                                               | 1958-1967 |
| AY                               | Køge                                                   | 1958-1967 |
| AZ                               | Haslev                                                 | 1958-1967 |
| BA                               | Helsingør                                              | 1958-1967 |
| BE                               | Hørsholm                                               | 1958-1967 |
| BL                               | Hillerød                                               | 1958-1966 |
| BP                               | Helsinge                                               | 1958-1966 |
| BS                               | Frederikssund                                          | 1958-1967 |
| BV                               | Frederiksværk                                          | 1958-1967 |
| CA                               | Holbæk                                                 | 1958-1967 |
| CE                               | Nykøbing Sjælland                                      | 1958-1967 |
| CM                               | Kalundborg                                             | 1958-1967 |
| CR                               | Samsø (fra 1965 under Kalundborg)                      | 1958-1965 |
| DA DB                            | Herning                                                | 1958-1968 |
| DE                               | Holstebro                                              | 1958-1966 |
| DL                               | Lemvig                                                 | 1958-1968 |
| DP                               | Ringkøbing                                             | 1958-1968 |
| DS                               | Skjern                                                 | 1958-1968 |
| EA                               | Slagelse                                               | 1958-1967 |
| ED                               | Høng (fra 1962 under Slagelse)                         | 1958-1967 |
| EK                               | Skælskør                                               | 1958-1967 |
| EN                               | Korsør                                                 | 1958-1967 |
| ES                               | Ringsted                                               | 1958-1967 |
| EX                               | Sorø                                                   | 1958-1967 |
| HA                               | Næstved                                                | 1958-1967 |
| HH                               | Store Heddinge                                         | 1958-1967 |
| HM                               | Præstø                                                 | 1958-1967 |
| HR                               | Vordingborg                                            | 1958-1967 |
| HU                               | Stege                                                  | 1958-1967 |
| JA                               | Rønne                                                  | 1958-1967 |
| KA KB KC KD KE KH KJ KK KL KM KN | København                                              | 1958-1968 |
| LA                               | Nykøbing Falster                                       | 1958-1967 |
| LE                               | Sakskøbing                                             | 1958-1967 |
| LK                               | Nysted                                                 | 1958-1967 |
| LN                               | Rødby                                                  | 1958-1967 |
| LR                               | Maribo                                                 | 1958-1967 |
| LU                               | Nakskov                                                | 1958-1967 |
| MA MH                            | Odense                                                 | 1958-1966 |
| MH                               | Odense Herred (fra 1958 under Odense)                  | 1958      |
| MM                               | Kerteminde                                             | 1958-1966 |
| MP                               | Bogense                                                | 1958-1966 |
| MT                               | Assens                                                 | 1958-1967 |
| MX                               | Middelfart                                             | 1958-1967 |
| NA                               | Haderslev                                              | 1958-1968 |
| ND                               | Toftlund                                               | 1958-1968 |
| NH                               | Aabenraa                                               | 1958-1968 |
| NL                               | Sønderborg                                             | 1958-1968 |
| NP                               | Gråsten                                                | 1958-1968 |
| NT                               | Tønder                                                 | 1958-1968 |
| OA                               | Nyborg                                                 | 1958-1967 |
| OH                               | Svendborg                                              | 1958-1966 |
| ON                               | Rudkøbing                                              | 1958-1967 |
| OR                               | Ærøskøbing                                             | 1958-1967 |
| OT                               | Faaborg                                                | 1958-1967 |
| PA                               | Sæby                                                   | 1958-1968 |
| PD                               | Dronninglund                                           | 1958-1968 |
| PH                               | Frederikshavn                                          | 1958-1968 |
| PK                               | Skagen                                                 | 1958-1968 |
| PN                               | Hjørring                                               | 1958-1968 |
| PS                               | Brønderslev                                            | 1958-1968 |
| PV                               | Pandrup (fra 1959 under Brønderslev)                   | 1958-1959 |
| RA RB                            | Horsens                                                | 1958-1966 |
| RJ                               | Silkeborg                                              | 1958-1968 |
| RR                               | Skanderborg                                            | 1958-1968 |
| SA                               | Thisted                                                | 1958-1968 |
| SE                               | Hurup                                                  | 1958-1968 |
| SK                               | Nykøbing Mors                                          | 1958-1968 |
| TA                               | Skive                                                  | 1958-1968 |
| TE TH                            | Viborg                                                 | 1958-1966 |
| UA                               | Nibe                                                   | 1958-1968 |
| UC                               | Løgstør                                                | 1958-1968 |
| UH                               | Aalborg                                                | 1958-1966 |
| UP                               | Nørresundby                                            | 1958-1966 |
| VA                               | Grenaa                                                 | 1958-1968 |
| VE                               | Ebeltoft                                               | 1958-1968 |
| VL VM                            | Randers                                                | 1958-1966 |
| VR                               | Hadsund                                                | 1958-1968 |
| VV                               | Hobro                                                  | 1958-1966 |
| XA XB XH                         | Århus                                                  | 1958-1966 |
| XH                               | Brabrand (fra 1961 under Århus)                        | 1958-1960 |
| XL                               | Hammel                                                 | 1958-1968 |
| XR                               | Odder                                                  | 1958-1966 |
| XU                               | Viby (fra 1961 under Århus)                            | 1958-1960 |
| YA                               | Fredericia                                             | 1958-1968 |
| YH                               | Kolding                                                | 1958-1966 |
| YP YR                            | Vejle                                                  | 1958-1968 |
| ZA                               | Varde                                                  | 1958-1968 |
| ZD                               | Grindsted (til 1962 under Kolding)                     | 1962-1968 |
| ZH                               | Esbjerg                                                | 1958-1968 |
| ZN                               | Ribe                                                   | 1958-1968 |
| ZR                               | Holsted                                                | 1958-1968 |